# Посёлки (Смоленская область)
 Посёлки — деревня  в  Смоленской области России,  в Ершичском районе. Расположена в южной части области  в 14  км к северо-западу от Ершичей,  в 8,4 км к юго-западу от станции Понятовка на железнодорожной ветке Рославль – Кричев, и в 6 км восточнее от границы с Беларусью.  В 1,5 км к северу от деревни протекает река Ипуть. 
Население — 165 жителей  (2007 год). Административный центр Поселковского сельского поселения.

## Экономика
Средняя школа, дом культуры, сельхозпредприятие «Поселки», магазин.